# Adam Clendening
Adam Clendening (né le 26 octobre 1992 à Niagara Falls, dans l'État de New York aux États-Unis) est un joueur professionnel américain de hockey sur glace.

## Biographie

### Carrière
Adam Clendening commence en 2008 avec la United States National Development Team en USHL. Il rejoint en 2010 l'université de Boston en Hockey East. Il est repêché à la 36e position du repêchage d'entrée dans la LNH 2011 par les Blackhawks de Chicago. Il fait ses débuts professionnels en 2012 avec les IceHogs de Rockford en Ligue américaine de hockey. Adam Clendening joue son premier match dans la LNH le 20 novembre 2014 sous le maillot des Blackhawks de Chicago face aux Flames de Calgary. Lors de ce match, il inscrit son premier but en carrière sur son premier tir, face à Jonas Hiller.
Le 29 janvier 2015, il est échangé aux Canucks de Vancouver en retour de Gustav Forsling.
Le 28 juillet 2015, il est échangé aux Penguins de Pittsburgh en compagnie de Nick Bonino et d'un deuxième tour du repêchage 2016 en retour de Brandon Sutter et d'un troisième tour du repêchage 2016. Le 16 janvier 2016, il a fait partie de l'échange aux Ducks d'Anaheim en compagnie de David Perron contre l'attaquant suédois Carl Hagelin. Le 27 janvier 2016, les Ducks le soumettent au ballottage et il est réclamé par les Oilers d'Edmonton. Il n'a joué aucun match avec Anaheim.
Le 10 janvier 2018, il est échangé aux Blackhawks de Chicago en compagnie d'Anthony Duclair en retour de Richard Panik et Laurent Dauphin .

## En club
| Saison     | Équipe                                  | Ligue      |    | Saison régulière | Saison régulière | Saison régulière | Saison régulière | Saison régulière |   | Séries éliminatoires | Séries éliminatoires | Séries éliminatoires | Séries éliminatoires | Séries éliminatoires |
| Saison     | Équipe                                  | Ligue      | PJ | B                | A                | Pts              | Pun              | PJ               | B | A                    | Pts                  | Pun                  |                      |                      |
| 2008-2009  | United States National Development Team | USHL       | 57 | 1                | 13               | 14               | 56               | -                | - | -                    | -                    | -                    |                      |                      |
| 2009-2010  | United States National Development Team | USHL       | 26 | 4                | 13               | 17               | 44               | -                | - | -                    | -                    | -                    |                      |                      |
| 2010-2011  | Université de Boston                    | HE         | 39 | 5                | 21               | 26               | 80               | -                | - | -                    | -                    | -                    |                      |                      |
| 2011-2012  | Université de Boston                    | HE         | 38 | 4                | 29               | 33               | 64               | -                | - | -                    | -                    | -                    |                      |                      |
| 2012-2013  | IceHogs de Rockford                     | LAH        | 73 | 9                | 37               | 46               | 67               | -                | - | -                    | -                    | -                    |                      |                      |
| 2013-2014  | IceHogs de Rockford                     | LAH        | 74 | 12               | 47               | 59               | 64               | -                | - | -                    | -                    | -                    |                      |                      |
| 2014-2015  | IceHogs de Rockford                     | LAH        | 38 | 1                | 12               | 13               | 20               | -                | - | -                    | -                    | -                    |                      |                      |
| 2014-2015  | Blackhawks de Chicago                   | LNH        | 4  | 1                | 1                | 2                | 2                | -                | - | -                    | -                    | -                    |                      |                      |
| 2014-2015  | Canucks de Vancouver                    | LNH        | 17 | 0                | 2                | 2                | 8                | -                | - | -                    | -                    | -                    |                      |                      |
| 2014-2015  | Comets d'Utica                          | LAH        | 11 | 1                | 4                | 5                | 28               | 23               | 3 | 5                    | 8                    | 26                   |                      |                      |
| 2015-2016  | Penguins de Wilkes-Barre/Scranton       | LAH        | 6  | 0                | 3                | 3                | 0                | -                | - | -                    | -                    | -                    |                      |                      |
| 2015-2016  | Penguins de Pittsburgh                  | LNH        | 9  | 0                | 1                | 1                | 10               | -                | - | -                    | -                    | -                    |                      |                      |
| 2015-2016  | Oilers d'Edmonton                       | LNH        | 20 | 1                | 5                | 6                | 10               | -                | - | -                    | -                    | -                    |                      |                      |
| 2016-2017  | Rangers de New York                     | LNH        | 31 | 2                | 9                | 11               | 17               | 11               | 3 | 3                    | 6                    | 0                    |                      |                      |
| 2017-2018  | Coyotes de l'Arizona                    | LNH        | 5  | 0                | 2                | 2                | 2                | -                | - | -                    | -                    | -                    |                      |                      |
| 2017-2018  | Roadrunners de Tucson                   | LAH        | 21 | 1                | 4                | 5                | 40               | -                | - | -                    | -                    | -                    |                      |                      |
| 2017-2018  | IceHogs de Rockford                     | LAH        | 38 | 4                | 26               | 30               | 48               | 13               | 1 | 13                   | 14                   | 8                    |                      |                      |
| 2018-2019  | Blue Jackets de Columbus                | LNH        | 4  | 0                | 0                | 0                | 0                | 7                | 0 | 1                    | 1                    | 2                    |                      |                      |
| 2018-2019  | Monsters de Cleveland                   | LAH        | 45 | 4                | 33               | 37               | 98               | -                | - | -                    | -                    | -                    |                      |                      |
| 2019-2020  | Monsters de Cleveland                   | LAH        | 55 | 7                | 34               | 41               | 75               | -                | - | -                    | -                    | -                    |                      |                      |
| 2020-2021  | Monsters de Cleveland                   | LAH        | 9  | 1                | 3                | 4                | 6                | -                | - | -                    | -                    | -                    |                      |                      |
| 2021-2022  | Phantoms de Lehigh Valley               | LAH        | 74 | 5                | 37               | 42               | 78               | -                | - | -                    | -                    | -                    |                      |                      |
| 2022-2023  | IceHogs de Rockford                     | LAH        | 48 | 3                | 21               | 24               | 51               | -                | - | -                    | -                    | -                    |                      |                      |
| 2022-2023  | Wolf Pack de Hartford                   | LAH        | 20 | 1                | 8                | 9                | 16               | 6                | 2 | 0                    | 2                    | 24                   |                      |                      |
| 2023-2024  | Ilves                                   | Liiga      | 40 | 8                | 20               | 28               | 41               | 5                | 3 | 0                    | 3                    | 10                   |                      |                      |
| 2024-2025  | HC Red Star Kunlun                      | KHL        | 61 | 5                | 17               | 22               | 65               | -                | - | -                    | -                    | -                    |                      |                      |
| Totaux LNH | Totaux LNH                              | Totaux LNH | 90 | 4                | 20               | 24               | 49               | 7                | 0 | 1                    | 1                    | 2                    |                      |                      |